# Wijndomein De Kluizen
In de Faluintjes ligt op een terrein van de Affligemse benedictinessenabdij Maria Mediatrix de wijngaard Wijndomein De Kluizen. De wijngaard heeft een oppervlakte van 2,8 ha en telt zo’n 8.800 wijnstokken, alle aangeplant tussen 1997 en 2008. Er staan een achttal druivenrassen, waarvan de Dornfelder en de Pinot Noir de bekendste zijn. 
‘De Kluizen’ produceert niet alleen witte en rode wijn, maar ook schuimwijn, druivensap en druivenconfituur. De oprichter van het domein, Herman Troch, had als kind al een nauwe band met fruitwijnmakerij, want zowel zijn vader als grootvader waren wijnmakers. Herman zelf was werknemer van de abdij toen hij in 1997 dit ideaal gelegen terrein van de zusters in gebruik nam. 
De wijnmakerij bevindt zich in de Broekstraat in Herdersem. Omdat deze te klein was geworden, werd in 2015 beslist een nieuwe wijnmakerij bij te bouwen. Sinds 2005 valt Affligem ook in het gebied waar wijn kan worden erkend als ‘landwijn’, de Vlaamse variant van de bekende ‘vin de pays’ uit Frankrijk. Al tweemaal kreeg een wijn van ‘De Kluizen’ een onderscheiding als beste Belgische wijn.  